# تاركان سيربيست
تاركان سيربيست (2 مايو 1994 بفيينا في النمسا - ) هو لاعب كرة قدم نمساوي وتركي في مركز الوسط. لعب مع أوستريا فيينا.

## وصلات خارجية
- تاركان سيربيست على موقع الاتحاد الأوربي (الإنجليزية)
- تاركان سيربيست على موقع اتحاد تركيا (لاعب) (الإنجليزية)
- تاركان سيربيست على موقع قاعدة بيانات كرة القدم.إي يو (الإنجليزية)
- تاركان سيربيست على موقع ناشيونال فوتبول تيمز (الإنجليزية)
- تاركان سيربيست على موقع Soccerway.com (الإنجليزية)
- تاركان سيربيست على موقع عالم كرة القدم.نت (الإنجليزية)
- تاركان سيربيست على موقع AS.com (الإسبانية)